# Aníbal Marconi
Aníbal Marconi (Aníbal Fernández; * 16. März 1937 in Ciudadela; † 24. Juni 2015) war ein argentinischer Tangosänger und -dichter.

## Leben
Marconi nahm bereits 1952 an einem von Luis „El Negro“ Mela veranstalteten Gesangswettbewerb teil, aus dem er wegen gesundheitlicher Probleme ausschied. 1954 gewann er dann einen Wettbewerb im Club Crisol. Danach trat er in Clubs und bei Festivals mit Gitarrenbegleitung auf. 1957 schrieb er seinen ersten Tangotext Qué tarde que es, der von Osvaldo Sobrero komponiert wurde. Er erschien 1959 im Druck beim Editorial Musical de Julio Korn. Im gleichen Jahr wurde Marconi von der Sociedad Argentina de Autores y Compositores (SADAIC), vertreten durch deren Sekretär Lito Bayardo, als Tangodichter zertifiziert.
1960 wurde er Mitglied im Orchester von José Verini und Emilio Adamo. Dort waren seine Gesangspartner zunächst Alfredo de la Colina, später Carlos Torres. Er trat mit dem Orchester u. a. im Monumental de Palermo, im Monumental del Flores, im Salón La Argentina, im El Palacio del Baile und im Dominó auf und hatte zwei Monate lang eine wöchentliche Sendung beim Sender Radio Libertad. Nach der Auflösung des Orchesters Ende 1962 trat er noch gelegentlich mit Gitarrenbegleitung in den verbliebenen Tangolokalen von Buenos Aires auf. Nach einem letzten Auftritt im Hurlingham Hotel in Mar del Plata beendete er aus gesundheitlichen Gründen seine Laufbahn als Sänger.

## Tangos
- Qué tarde que es (komponiert von Osvaldo Sobrero)
- Bebiendo para olvidar (eigene Komposition)
- Muñeca de quince años (komponiert von Enrique Lear)
- Porque más no puedo dar (komponiert von Enrique Lear)
- Se llama Vos Tang (komponiert von Enrique Lear)
- Equivocado pero por qué (komponiert von Pocho Corsaro und Quique Ojeda)